# تورشام
تورشام (به انگلیسی: Teversham) یک روستا و محله مدنی در بریتانیا است که در کمبریج‌شر جنوبی واقع شده‌است. تورشام ۲٬۶۶۵ نفر جمعیت دارد.